# Cham–Waldmünchen-vasútvonal
A Cham–Waldmünchen-vasútvonal egy normál nyomtávolságú, egyvágányú nem villamosított vasútvonal Németországban Cham és Lam között. A vasútvonal hossza 22,1 km.
A vasútvonalat 2002-ben megrövidítették, mikor Waldmünchen korábbi állomását bezárták és egy új megállót építettek 300 méterrel közelebb a vasútvonal kezdőpontjához. A forgalmat jelenleg az Oberpfalzbahn magánvasút Regio-Shuttle RS1 motorvonataival bonyolítják le, a vonatok kétóránként, ütemesen közlekednek.